# Baby gang
Con baby gang o banda giovanile si intende un fenomeno di microcriminalità organizzata, generalmente diffuso nei contesti urbani, per il quale minorenni, molte volte guidati da maggiorenni assumono comportamenti aggressivi ai danni di cose o persone.

## Criminogenesi

### Teorie ecologiche
Secondo le teorie ecologiche i fattori scatenanti dipendono dal contesto familiare e ambientale dove vivono i ragazzi che li costringono a crescere senza sostegni affettivi adeguati,senza nessun orientamento socio-educativo e senza la cittadinanza.

### Teorie razionalistiche
Secondo le teorie razionalistiche, invece, i giovani scelgono volontariamente di entrare in una baby gang in prospettiva di un guadagno in termini economici o di autostima. Secondo una teoria trasversale le origini delle baby gang dipendono da fattori culturali.

### Teoria dell'aggressione-frustrazione
Secondo tale teoria il fenomeno delle baby gang affonda le radici nella psiche dei soggetti: quando la fonte di una frustrazione non può essere controllata, l'aggressività si rivolge verso un obiettivo debole.

Metodo di rilevazione della teoria dell’aggressione-frustazione
Dil e Anderson effettuarono una ricerca per capire se la frustrazione giocasse un ruolo di primo piano sull'aggressività. A tal proposito scelsero tre gruppi di minorenni a cui somministrarono l'origami a tempo.
I gruppi furono suddivisi in base alla frustrazione che si voleva rilevare: giustificati, ingiustificati e, infine, il gruppo di controllo. Per ognuna di queste condizioni, il ricercatore esponeva le istruzioni in maniera particolare, di fretta e con poca chiarezza e faceva partire il tempo. A un certo punto un ragazzo del gruppo, in combutta con il ricercatore, interrompeva il gioco con una scusa, ad esempio chiedere più tempo. Nel gruppo di giovani ingiustificati, il ricercatore rispondeva con tono duro di non poter dare altro tempo magari adducendo motivi futili per stimolare la frustrazione nelle persone.
Nel gruppo di quelli giustificati, il ricercatore rispondeva di non poter dare altro tempo ma, d'altro canto, adducendo motivi ragionevoli, ad esempio, che aveva un impegno di lavoro. Nel gruppo di controllo, invece, il ricercatore concedeva più tempo per svolgere il compito. Successivamente ai ragazzi era somministrato un questionario sul proprio livello di aggressività. Si diceva, però, che tali questionari sarebbero dovuti servire a determinare se l'équipe di ricerca si era comportata bene per meritare il compenso pattuito oppure c'era bisogno di un bonus o di un malus.
Le domande erano state formulate apposta per riflettere l'orientamento dell'équipe. In base ai questionari ricevuti, i ragazzi del gruppo ingiustificato pensavano che l'équipe di ricerca avesse meno abilità di loro, sapendo che ciò avrebbe compromesso la loro situazione finanziaria. Il gruppo di quelli giustificati, d'altronde, ritenne che l'équipe avesse meno abilità del gruppo di controllo. Questi risultati sostengono l'ipotesi che la frustrazione può indurre all'aggressività.

## Criminosintesi
Le modalità di approccio ed esecuzione delle baby gang seguono uno schema ben preciso. Innanzitutto si instaura un contatto con la vittima dalla quale, quasi sempre per futili motivi, ne scaturisce una lite. Dalla violenza verbale, poi, si passa velocemente a quella fisica, «il tutto con un ritmo estremamente rapido che crea una situazione di terrore e panico per la vittima». Un ruolo importante nel rappresentare il fenomeno è assunto dai mass media che tendono a enfatizzare i singoli episodi di cronaca magari per fini commerciali e sensazionalistici piuttosto che per dovere di cronaca; tale strategia è stata definita moral panic.
L'enfasi riscontrata sui mass media d'altronde non corrisponde ad altrettanta attenzione posta dalla letteratura scientifica, a causa dell'apparente irrilevanza rispetto alla devianza generale. Ne risulta anche un atteggiamento diverso da parte dell'opinione pubblica sul problema. Secondo Smart, infatti, «il pregiudizio sessuale influenza i tassi di delinquenza minorile e le ragazze tendono da una parte ad essere più perseguite per reati di natura sessuale e meno per reati violenti o aggressivi».

## Statistiche
Le statistiche indicano più di 44 000 atti vandalici in due anni nelle cabine telefoniche, 2 530 negli autobus d'otto città nel 1999, e 3,5 miliardi di danni subiti ogni anno alle Ferrovie dello Stato. Il 25% vive nella città in cui si svolge l'attività malavitosa. Il tipo di reato comprende lesioni, violenza privata, ingiurie e diffamazione. In casi più gravi si può giungere al racket ed estorsioni, pestaggi o addirittura vere e proprie rapine.

## Difesa sociale
Secondo la strategia della "difesa interiorizzata", bisognerebbe intervenire prima che un minore riesca ad entrare in una baby gang, magari rinforzando nei giovani la percezione dei valori morali e la distinzione tra bene e male. Secondo, invece, la strategia della "tolleranza zero" occorre predisporre leggi più severe come, ad esempio, l'abbassamento dell'età imputabile e l'incremento del periodo di detenzione presso le carceri minorili.

## Studi e prospettive
Nonostante le sperimentazioni, ancora non è stato possibile superare diversi nodi critici. Prima di tutto, ci sono scarse evidenze scientifiche al riguardo. In secondo luogo la teoria afferma che i minorenni frustrati agiscono con più violenza verso quei gruppi sociali che sono oggetto di pregiudizi o persone fragili  come, ad esempio, le minoranze etniche, gli anziani, gli omosessuali e in genere le persone che fanno parte della comunità lgbt+, i portatori di handicap, ecc., ma le statistiche indicano anche che l'aggressività è diretta indiscriminatamente verso tutti. Non si è riuscito, inoltre, a dimostrare come le vittime siano selezionate e perché siano etichettate alla stregua di un capro espiatorio.